# Daedaleopsis pergamenea
Daedaleopsis pergamenea är en svampart som först beskrevs av Berk. & Broome, och fick sitt nu gällande namn av Leif Ryvarden 1984. Daedaleopsis pergamenea ingår i släktet Daedaleopsis och familjen Polyporaceae.   Inga underarter finns listade i Catalogue of Life.